# Maurizio Fondriest
Maurizio Fondriest (* 15. ledna 1965, Cles, Trentino, Itálie) je bývalý italský cyklista.
Jako amatér vyhrál závody Picolo Giro di Lombardia 1985, Trofeo ZSŠDI 1986 a Okolo Valonska 1986, na mistrovství světa v silniční cyklistice 1986 skončil sedmý. V roce 1987 přestoupil k profesionálům, v roce 1988 vyhrál Gran Premio Industria e Commercio di Prato a stal se v belgickém Ronse mistrem světa. Ve spurtu vedoucí tříčlenné skupiny způsobil Steve Bauer z Kanady pád Belgičana Claude Criquieliona a byl diskvalifikován, takže se mistrem stal tehdy ještě málo známý Fondriest. Vyhrál také Coppa Sabatini 1989, Giro de Lazio 1990, klasiky Milán - San Remo, Valonský šíp 1993, etapové závody Okolo Británie a Kolem Polska 1994. Na Tour de France bylo jeho nejlepším umístěním 15. místo v roce 1993, na Giro d'Italia byl nejlépe osmý v roce 1991. Na olympiádě v Atlantě skončil čtvrtý v časovce jednotlivců. Vyhrál také celkovou klasifikaci Světového poháru v letech 1991 a 1993. V letech 1988, 1989 a 1993 vyhrál anketu pro nejlepšího italského cyklistu Giglio d'Oro.
V roce 1998 ukončil kariéru profesionálního závodníka a založil vlastní firmu na výrobu jízdních kol Fondriest.